# Privesa punctifrons
Privesa punctifrons är en insektsart som först beskrevs av Victor Antoine Signoret 1860.  Privesa punctifrons ingår i släktet Privesa och familjen Ricaniidae. Inga underarter finns listade i Catalogue of Life.